# Physalis leptophylla
Physalis leptophylla ist eine Pflanzenart aus der Gattung der Blasenkirschen (Physalis) in der Familie der Nachtschattengewächse (Solanaceae).

## Beschreibung
Physalis leptophylla ist eine 15 bis 100 cm hoch werdende, stark verzweigende, einjährige, krautige Pflanze. Die Sprossachse ist mit bis zu 2 mm langen, vielzelligen, drüsigen Trichomen filzig behaart. Die ebenfalls filzig behaarten Laubblätter sind 7,5 bis 15,0 cm lang, die Blattspreite ist 4 bis 10 cm lang, 2,5 bis 6,0 cm breit, eiförmig bis elliptisch und vor allem entlang der Blattadern filzig behaart. Nach vorn hin sind die Blätter zugespitzt, die Basis ist herzförmig und bis zu 4 mm schräg stehend. Der Blattrand ist ganzrandig.
Die Blüten stehen an 2,5 bis 3,0 mm langen Blütenstielen, der Kelch ist filzig behaart, mit dreieckigen Kelchzähnen besetzt und 1,0 bis 1,5 mm lang, sowie 1,0 bis 1,5 mm breit. Die Krone ist blassgelb, die einzelnen Kronblätter sind mit fünf einzeln stehenden, violetten Flecken gekennzeichnet. Der Durchmesser der Krone beträgt 0,7 bis 11,0 mm, die Innenseite ist unbehaart. Die Staubfäden sind braun, die Staubbeutel sind 1,5 bis 2,0 mm lang, blau oder blau-getönt, selten auch gelb. Die Blütezeit reicht über das ganze Jahr.
Zur Fruchtreife vergrößert sich der Stiel auf eine Länge von 2,5 bis 3 mm. Der Fruchtkelch ist filzig behaart, 1,5 bis 2,5 mm lang und 0,9 bis 1,8 mm breit, dabei immer länger als breit. Der Querschnitt des Kelches ist leicht fünfeckig oder drehrund, nur leicht eingestülpt. Die Frucht ist eine 1 cm durchmessende Beere, die eine Vielzahl goldfarbener, gekörnter Samen enthält.

## Vorkommen
Die Art kommt ausschließlich in pazifiknahen Flachländern Mexikos in Höhen bis 600 m vor. Sie ist ein Unkraut an trockenen Standorten und wächst an gestörten Standorten im tropischen Wald und Buschland.

## Systematik
Physalis leptophylla wird innerhalb der Gattung der Blasenkirschen (Physalis) in die Sektion Epeteiorhiza der Untergattung Rydbergis eingeordnet. Die Art ist sympatrisch mit Physalis pruinosa, einige Funde scheinen Kreuzungen zwischen beiden Arten zu sein. Physalis leptophylla unterscheidet sich von Physalis pruinosa vor allem durch die weniger zugespitzten Kelchzähne und die kürzeren Blütenstiele. Am nächsten verwandt sind jedoch wahrscheinlich Physalis missouriensis und Physalis pubescens, von der ersten unterscheidet sich Physalis leptophylla durch das Auftreten einer Zeichnung in der Krone und die Blattform, von der zweiten durch die Form der Kelchzipfel und der Form des Kelches zur Fruchtreife.

## Verwendung
Aus Sonora ist bekannt, dass die reifen Früchte gesammelt und gekocht werden.